# 윌리엄 키드
윌리엄 키드(William Kidd, 1654년 ~ 1701년)는 영국의 해적으로 카리브해에서 다방면으로 활동한 식민지정부의 함선의 선장이자, 유명한 해적이다. 한 때 영국의 군인으로 활동한 바 있다. 정치 권력에 농락당한 후 비극적인 최후를 맞이한 대표적인 해적으로 꼽히는 인물이다.

## 생애
출생에 대해서는 잘 알려져 있지 않아 부정확하지만 스코틀랜드 던디(Dundee)에서 태어났다는 설이 있다. 1689년까지 카리브해에서 해적 생활을 했으며 1691년에 부유한 과부와 결혼하였다.
1689년에 영국-프랑스 전쟁이 발발하자, 윌리엄 3세는 그에게 출정명령을 내렸다. 그는 영불전쟁에 나가 활약, 아프리카군을 전멸시키고 영국군을 승리로 이끈 채 무사히 귀환한다.
그는 그 공로로 1697년에 윌리엄 3세에게 공로장을 받기도 하였다. 뉴욕 총독 베르몬트의 명령 하에 해적 진압과 프랑스 선박 나포에도 공을 세운 명장이었다.
하지만 그는 점점 해적을 처치하면서 해적과 손을 잡았다. 그는 해적선의 선장을 도맡아 하였고, 해적생활을 마칠 땐 40만 파운드(한화 약 8억원)를 땅에 묻어두었다. 현재까지 발견된 금액은 2만 파운드에 그친다.
결국 1699년 보스턴에 귀환하자 체포되어 모국으로 송환되었고 1701년 사형 선고를 받고 처형되었다. 영국으로 송환될 당시 자신의 무죄를 주장하며 이를 입증할 증거를 가져오겠다고 했던 그의 의견은 모두 무시되었고 항구에서 온 몸이 묶인 채 교수형을 당했다. 그리고 영국 왕실에서는 해적에 대한 본보기를 보여주기 위해 윌리엄 키드가 죽은 뒤에도 한참 동안이나 윌리엄 키드의 시신에 손대지 못하도록 막아서 윌리엄 키드는 장례식조차 제대로 치르지도 못한 채 육체가 완전히 부패해서 유골이 땅바닥에 떨어질 때까지 교수형 당한 그 자리에 묶여서 매달려 있었다.

## 패러디
네오 지오(Neo Geo)라는 게임개발업체에서 월드 히어로즈 2게임을 개발할 당시 윌리엄 키드를 패러디하여 캡틴 키드(Captain Kidd)라는 캐릭터를 만들었다.